# Brad Patton
Brad Patton, pseudonimo di Joel Mangs (Melbourne, 7 agosto 1972), è un attore pornografico, pattinatore artistico su ghiaccio e personaggio televisivo australiano naturalizzato svedese.

## Biografia
Patton ha vissuto molto tempo in Svezia prima di essere scoperto dal regista Chi Chi LaRue. Attualmente vive ad Amsterdam.

## Attività cinematografica
Patton interpreta tipicamente il ruolo di attivo nei film, ad eccezione dei film Heaven to Hell, Beyond Perfect e Couples 3, in cui ha ricoperto il ruolo di passivo. Nel 2007 ha vinto un GayVN Award come miglior scena di sesso per il film Manly Heat: Quenched; sul set del film ha conosciuto l'attore Brian Hansen, suo attuale compagno.
Si è ritirato dai set, dicendo sul suo sito web: recentemente ho avuto molti cambiamenti nella mia vita che mi hanno condotto a ritirarmi dall'industria "per adulti". Non è stata questa una decisione facile e vorrei cogliere questa occasione per ringraziare tutti i miei fedeli fan e gli iscritti al mio sito.
Ha anche lavorato con Disney on Ice. Lui è anche uno dei professionisti nella seconda stagione di Dancing on Ice nei Paesi Bassi.

### Filmografia
- Addiction 2 (2003)
- Drenched: Soaking It In (2003)
- Hot Wired 2: Turned On (2003)
- Recruits (2004)
- Taking Flight 1 (2004)
- Tommy's Tale (2004)
- Zak Attack (2004)
- Best of Gus Mattox (2005)
- Beyond Perfect (2005)
- Bootstrap (2005)
- Cross Country 1 (2005)
- Heaven To Hell (2005)
- Man Made (2005)
- Best of Dean Monroe (2006)
- Big Rig (2006)
- Manly Heat: Quenched (2006)
- Manly Heat: Scorched and Quenched (2006)
- Trunks 2 (2006)
- Best of Brad Patton (2007)
- Best of Josh Weston 2 (2007)
- Best Of Matthew Rush (2007)
- Best of Tommy Brandt (2007)
- Casting Couch (2007)
- Pool Parties (2007)
- Best of Chet Roberts (2008)
- Best of Filippo Romano (2008)
- Best of Trent Atkins (2008)
- All Star Cumshots 2 (2009)
- Best of the 2000s (2009)
- Best of Kane O'Farrell (2010)
- Military Secrets (2010)
- Seaside Sex (2010)
- Superstars Rising (2010)
- Whoppers 3 (2012)

## Attività sportiva
Patton è anche un pattinatore di figura, solitamente usa il suo nome di battesimo. Ha vinto 2 medaglie d'oro ai Gay Games VI e 2 medaglie d'argento agli 2006 World Outgames a Montréal.

### Palmarès
- Gay Games:
  - VI Gay Games di Sydney: 2 medaglie d'oro
- World Outgames:
  - Montréal 2006: 2 medaglie d'argento